# Argument teleologiczny
Argument teleologiczny (argument z projektu) – jedna z prób argumentowania na rzecz istnienia Boga. Mówi, że istnienie porządku świadczy o istnieniu kogoś, kto świat racjonalnie uporządkował w określonym celu, Boga-Stwórcy.
Dawniej odwoływano się do pitagorejskiej harmonii, dziś argumentuje się z zasady antropicznej, lub matematyczności świata, rzadziej z biologicznej celowości lub niezwykłości umysłu. Według zwolenników cechy Wszechświata są takie, jakich spodziewalibyśmy się, gdyby był on dziełem inteligentnej siły wyższej.
Adwersarze tego argumentu nie podzielają opinii, że uporządkowanie musi świadczyć o Projektancie, porządek mogą bowiem tworzyć prawa natury, np. dobór naturalny jest odpowiedzialny za dopasowanie organizmów żywych do środowiska.